# Leo 2. af Armenien
Leo 2. af Armenien (armensk: Լեւոն Ա Մեծագործ, Levon I. Metsagorts; født 1150, død 2. maj 1219), var den tiende hersker af Det armenske kongerige Kilikien eller "Hersker af Bjergene" (1187–1198/1199), og den første til at blive udråbt til konge (sommetider som Leo 1. den Storslåede) (1198/1199–1219). I løbet af sin regeringsperiode etablerede Leo det kilikiske Armenien som en mægtig og samlet kristen stat, der spillede en rolle i mange politiske sammenhænge.